# Masters de Miami 2021
El Miami Open presented by Itaú 2021 fue un torneo de tenis ATP World Tour Masters 1000 en su rama masculina y WTA 1000 en la femenina. Se disputó en Miami (Estados Unidos), en las canchas duras del complejo Hard Rock Stadium situado en Miami Gardens, entre el 22 de marzo y el 4 de abril.

## Puntos y premios en efectivo

### Distribución de puntos
| Evento                  | G    | F   | SF  | CF  | R16 | R32 | R64 | R128 | C  | C2 | C1 |
| Individuales masculinos | 1000 | 600 | 360 | 180 | 90  | 45  | 25  | 10   | 16 | 8  | 0  |
| Dobles masculinos       | 1000 | 600 | 360 | 180 | 90  | 0   | 0   | —    | —  | —  | —  |
| Individuales femeninos  | 1000 | 650 | 390 | 215 | 120 | 65  | 35  | 10   | 30 | 20 | 2  |
| Dobles femeninos        | 1000 | 650 | 390 | 215 | 120 | 10  | 5   | —    | —  | —  | —  |

### Premios en efectivo
| Evento                  | G         | F         | SF       | CF       | R16      | R32      | R64      | R128     | C2      | C1      |
| Individuales masculinos | $ 300 110 | $ 165 000 | $ 93 000 | $ 61 000 | $ 40 000 | $ 26 000 | $ 16 000 | $ 10 000 | $ 5 890 | $ 3 100 |
| Individuales femeninos  | $ 300 110 | $ 165 000 | $ 93 000 | $ 61 000 | $ 40 000 | $ 26 000 | $ 16 000 | $ 10 000 | $ 5 890 | $ 3 100 |
| Dobles masculinos       | $ 81 000  | $ 51 000  | $ 38 000 | $ 27 000 | $ 18 000 | $ 12 000 | —        | —        | —       | —       |
| Dobles femeninos        | $ 81 000  | $ 51 000  | $ 38 000 | $ 27 000 | $ 18 000 | $ 12 000 | —        | —        | —       | —       |

## Cabezas de serie

### Individuales masculino
A partir de la nueva actualización del ranking ATP, se defenderán solamente el 50% de los puntos conseguidos entre el 4 de marzo y el 5 de agosto de la temporada 2019.
| N.º | Rank. | Tenista               | Puntos | Puntos por defender | Puntos ganados | Nuevos puntos | Ronda hasta la que avanzó en el torneo             |
| 1   | 2     | Daniil Medvédev       | 9940   | 90                  | 180            | 10 030        | Cuartos de final, perdió ante Roberto Bautista [7] |
| 2   | 5     | Stefanos Tsitsipas    | 6950   | 90                  | 180            | 7040          | Cuartos de final, perdió ante Hubert Hurkacz [26]  |
| 3   | 7     | Alexander Zverev      | 6070   | 10                  | 10             | 6070          | Segunda ronda, perdió ante Emil Ruusuvuori         |
| 4   | 8     | Andrey Rublev         | 5101   | 61                  | 360            | 5400          | Semifinales, perdió ante Hubert Hurkacz [26]       |
| 5   | 9     | Diego Schwartzman     | 3640   | 10                  | 90             | 3720          | Cuarta ronda, perdió ante Sebastian Korda          |
| 6   | 11    | Denis Shapovalov      | 3000   | 360                 | 45             | 2820          | Tercera ronda, perdió ante Hubert Hurkacz [26]     |
| 7   | 12    | Roberto Bautista      | 2910   | 180                 | 360            | 3090          | Semifinales, perdió ante Jannik Sinner [21]        |
| 8   | 13    | David Goffin          | 2795   | 45                  | 10             | 2750          | Segunda ronda, perdió ante James Duckworth         |
| 9   | 16    | Grigor Dimitrov       | 2620   | 45                  | 10             | 2598          | Segunda ronda, perdió ante Cameron Norrie          |
| 10  | 17    | Fabio Fognini         | 2555   | 45                  | 10             | 2548          | Segunda ronda, perdió ante Sebastian Korda         |
| 11  | 18    | Félix Auger-Aliassime | 2561   | 376                 | 45             | 2373          | Tercera ronda, perdió ante John Isner [18]         |
| 12  | 19    | Milos Raonic          | 2450   | 45                  | 90             | 2495          | Cuarta ronda, perdió ante Hubert Hurkacz [26]      |
| 13  | 20    | Christian Garín       | 2385   | 0                   | 10             | 2395          | Segunda ronda, perdió ante Marin Čilić             |
| 14  | 22    | Karen Jachanov        | 2200   | 10                  | 45             | 2235          | Tercera ronda, perdió ante Jannik Sinner [21]      |
| 15  | 23    | Álex de Miñaur        | 2190   | 0                   | 10             | 2200          | Segunda ronda, perdió ante Daniel Elahi Galán      |
| 16  | 26    | Dušan Lajović         | 1895   | 0                   | 45             | 1940          | Tercera ronda, perdió ante Frances Tiafoe          |
| 17  | 27    | Aslán Karatsev        | 1888   | (15)                | 45             | 1918          | Tercera ronda, perdió ante Sebastian Korda         |
| 18  | 28    | John Isner            | 1850   | 600                 | 90             | 1550          | Cuarta ronda, perdió ante Roberto Bautista [7]     |
| 19  | 29    | Daniel Evans          | 1813   | 25                  | 10             | 1797          | Segunda ronda, perdió ante Frances Tiafoe          |
| 20  | 30    | Ugo Humbert           | 1790   | 0                   | 45             | 1835          | Tercera ronda, perdió ante Milos Raonic [12]       |
| 21  | 31    | Jannik Sinner         | 1789   | (20)                | 600            | 2369          | Final, perdió ante Hubert Hurkacz [26]             |
| 22  | 32    | Taylor Fritz          | 1775   | 10                  | 90             | 1855          | Cuarta ronda, perdió ante Aleksandr Búblik [32]    |
| 23  | 33    | Benoît Paire          | 1773   | (48)                | 10             | 1749          | Segunda ronda, perdió ante Lorenzo Musetti         |
| 24  | 34    | Lorenzo Sonego        | 1668   | 25                  | 90             | 1733          | Cuarta ronda, perdió ante Stefanos Tsitsipas [2]   |
| 25  | 36    | Adrian Mannarino      | 1661   | 25                  | 45             | 1681          | Tercera ronda, perdió ante Diego Schwartzman [5]   |
| 26  | 37    | Hubert Hurkacz        | 1645   | 45                  | 1000           | 2600          | Campeón, venció a Jannik Sinner [21]               |
| 27  | 38    | Nikoloz Basilashvili  | 1645   | 45                  | 10             | 1600          | Segunda ronda, perdió ante Mikael Ymer             |
| 28  | 39    | Kei Nishikori         | 1513   | 10                  | 45             | 1548          | Tercera ronda, perdió ante Stefanos Tsitsipas [2]  |
| 29  | 40    | Márton Fucsovics      | 1462   | 10                  | 45             | 1497          | Tercera ronda, perdió ante Andrey Rublev [4]       |
| 30  | 41    | Reilly Opelka         | 1457   | 30                  | 10             | 1427          | Segunda ronda, perdió ante Alexei Popyrin          |
| 31  | 42    | Jan-Lennard Struff    | 1450   | 10                  | 45             | 1485          | Tercera ronda, perdió ante Roberto Bautista [7]    |
| 32  | 44    | Aleksandr Búblik      | 1385   | 82                  | 180            | 1483          | Cuartos de final, perdió ante Jannik Sinner [21]   |

- Ranking del 22 de marzo de 2021.[5]

#### Bajas masculinas (cabezas de serie o sembrados)
| Rank. | Tenista           | Puntos antes | Puntos por defender | Puntos ganados | Puntos después | Motivo                 |
| ----- | ----------------- | ------------ | ------------------- | -------------- | -------------- | ---------------------- |
| 1     | Novak Djokovic    | 12008        | 45                  | 0              | 11963          | Razones familiares.    |
| 3     | Rafael Nadal      | 9670         | 0                   | 0              | 9670           | Lesión en la espalda.  |
| 4     | Dominic Thiem     | 8625         | 5                   | 0              | 8620           | Descanso.              |
| 6     | Roger Federer     | 6375         | 500                 | 0              | 5875           | Descanso.              |
| 10    | Matteo Berrettini | 3453         | 5                   | 0              | 3448           | Lesión en la costilla. |
| 14    | Gaël Monfils      | 2770         | 0                   | 0              | 2770           | Descanso.              |
| 15    | Pablo Carreño     | 2630         | 0                   | 0              | 2630           | Descanso.              |
| 21    | Stan Wawrinka     | 2365         | 5                   | 0              | 2360           | Lesión en el pie.      |
| 24    | Borna Ćorić       | 2060         | 90                  | 0              | 1970           | Lesión en el hombro.   |
| 25    | Casper Ruud       | 1983         | 13                  | 0              | 1970           | Lesión en la muñeca.   |
| 35    | Filip Krajinović  | 1665         | 49                  | 0              | 1616           |                        |
| 43    | John Millman      | 1426         | 5                   | 0              | 1421           |                        |

### Dobles masculino
| Tenistas                            | Ranking | Preclasificado |
| Juan Sebastián Cabal Robert Farah   | 3       | 1              |
| Nikola Mektić Mate Pavić            | 8       | 2              |
| Marcel Granollers Horacio Zeballos  | 18      | 3              |
| Ivan Dodig Filip Polášek            | 19      | 4              |
| Jamie Murray Bruno Soares           | 23      | 5              |
| Wesley Koolhof Łukasz Kubot         | 23      | 6              |
| Rajeev Ram Joe Salisbury            | 27      | 7              |
| Pierre-Hugues Herbert Nicolas Mahut | 28      | 8              |

### Individuales femenino
| N.º | Rank. | Tenista               | Puntos | Puntos por defender | Puntos ganados | Nuevos puntos | Ronda hasta la que avanzó en el torneo              |
| 1   | 1     | Ashleigh Barty        | 9186   | 1000                | 1000           | 9186          | Campeona, por retirada de Bianca Andreescu [8]      |
| 2   | 2     | Naomi Osaka           | 7835   | 65                  | 190            | 7960          | Cuartos de final, perdió ante María Sákkari [23]    |
| 3   | 3     | Simona Halep          | 7255   | 390                 | 60             | 6925          | Tercera ronda, se retiró ante Anastasija Sevastova  |
| 4   | 4     | Sofia Kenin           | 5760   | 10                  | 60             | 5810          | Tercera ronda, perdió ante Ons Jabeur [27]          |
| 5   | 5     | Elina Svitólina       | 5370   | 10                  | 350            | 5710          | Semifinales, perdió ante Ashleigh Barty [1]         |
| 6   | 6     | Karolína Plíšková     | 5205   | 650                 | 60             | 4615          | Tercera ronda, perdió ante Jessica Pegula [29]      |
| 7   | 8     | Aryna Sabalenka       | 4815   | 10                  | 190            | 4995          | Cuartos de final, perdió ante Ashleigh Barty [1]    |
| 8   | 9     | Bianca Andreescu      | 4735   | 120                 | 585            | 5200          | Final, se retiró ante Ashleigh Barty [1]            |
| 9   | 10    | Petra Kvitová         | 4571   | 215                 | 105            | 4461          | Cuarta ronda, perdió ante Elina Svitólina [5]       |
| 10  | 11    | Kiki Bertens          | 4505   | 120                 | 10             | 4395          | Segunda ronda, perdió ante Liudmila Samsónova [Q]   |
| 11  | 12    | Belinda Bencic        | 4260   | 10                  | 60             | 4310          | Tercera ronda, perdió ante Markéta Vondroušová [19] |
| 12  | 13    | Garbiñe Muguruza      | 4235   | 10                  | 105            | 4330          | Cuarta ronda, perdió ante Bianca Andreescu [8]      |
| 13  | 14    | Jennifer Brady        | 3765   | 45                  | 10             | 3730          | Segunda ronda, perdió ante Sara Sorribes            |
| 14  | 15    | Victoria Azárenka     | 3665   | 35                  | 105            | 3595          | Cuarta ronda, perdió ante Ashleigh Barty [1]        |
| 15  | 16    | Iga Świątek           | 3570   | 20                  | 60             | 3610          | Tercera ronda, perdió ante Ana Konjuh [WC]          |
| 16  | 17    | Elise Mertens         | 3310   | 65                  | 105            | 3270          | Cuarta ronda, perdió ante Naomi Osaka [2]           |
| 17  | 18    | Johanna Konta         | 3206   | 35                  | 60             | 3181          | Tercera ronda, perdió ante Petra Kvitová [9]        |
| 18  | 19    | Madison Keys          | 3075   | 469                 | 10             | 2616          | Segunda ronda, perdió ante Ana Konjuh [WC]          |
| 19  | 20    | Markéta Vondroušová   | 2957   | 215                 | 105            | 2847          | Cuarta ronda, perdió ante Aryna Sabalenka [7]       |
| 20  | 21    | Petra Martić          | 2850   | 150                 | 10             | 2710          | Segunda ronda, perdió ante Anna Kalinskaya [WC]     |
| 21  | 23    | Elena Rybakina        | 2718   | 10                  | 60             | 2768          | Tercera ronda, perdió ante Sara Sorribes            |
| 22  | 24    | Anett Kontaveit       | 2620   | 390                 | 60             | 2290          | Tercera ronda, perdió ante Elise Mertens [16]       |
| 23  | 25    | María Sákkari         | 2570   | 35                  | 350            | 2885          | Semifinales, perdió ante Bianca Andreescu [8]       |
| 24  | 26    | Angelique Kerber      | 2370   | 65                  | 60             | 2365          | Tercera ronda, perdió ante Victoria Azárenka [14]   |
| 25  | 27    | Alison Riske          | 2256   | 35                  | 10             | 2231          | Baja por lesión antes de la primera ronda.          |
| 26  | 28    | Yulia Putintseva      | 2015   | 120                 | 10             | 1905          | Segunda ronda, perdió ante Nina Stojanović [Q]      |
| 27  | 30    | Ons Jabeur            | 2015   | 120                 | 105            | 2000          | Cuarta ronda, perdió ante Sara Sorribes             |
| 28  | 32    | Amanda Anisimova      | 1905   | 35                  | 60             | 1930          | Tercera ronda, perdió ante Bianca Andreescu [8]     |
| 29  | 33    | Jessica Pegula        | 1904   | 30                  | 105            | 1979          | Cuarta ronda, perdió ante María Sákkari [23]        |
| 30  | 34    | Ekaterina Alexandrova | 1900   | 10                  | 60             | 1950          | Tercera ronda, perdió ante Elina Svitólina [5]      |
| 31  | 35    | Cori Gauff            | 1821   | 35                  | 10             | 1796          | Segunda ronda, perdió ante Anastasija Sevastova     |
| 32  | 35    | Veronika Kudermétova  | 1845   | 2                   | 60             | 1903          | Tercera ronda, perdió ante Aryna Sabalenka [7]      |

- Ranking del 22 de marzo de 2021.[16]

#### Bajas femeninas
| Rank. | Tenista           | Puntos antes | Puntos por defender | Puntos ganados | Puntos después | Motivo                  |
| ----- | ----------------- | ------------ | ------------------- | -------------- | -------------- | ----------------------- |
| 7     | Serena Williams   | 4915         | 65                  | 0              | 4850           | Cirugía dental.         |
| 22    | Karolína Muchová  | 2845         | 10                  | 0              | 2835           |                         |
| 27    | Alison Riske      | 2256         | 35                  | 0              | 2221           | Lesión en la espalda.   |
| 29    | Donna Vekić       | 1990         | 65                  | 0              | 1925           |                         |
| 31    | Dayana Yastremska | 1925         | 10                  | 0              | 1915           | Suspensión provisional. |

### Dobles femenino
| Tenista                               | Ranking | Preclasificada |
| Elise Mertens Aryna Sabalenka         | 3       | 1              |
| Barbora Krejčíková Kateřina Siniaková | 15      | 2              |
| Nicole Melichar Demi Schuurs          | 23      | 3              |
| Shuko Aoyama Ena Shibahara            | 29      | 4              |
| Tímea Babos Veronika Kudermétova      | 32      | 5              |
| Yifan Xu Shuai Zhang                  | 38      | 6              |
| Alexa Guarachi Desirae Krawczyk       | 46      | 7              |
| Hayley Carter Luisa Stefani           | 61      | 8              |

## Campeones

### Individual masculino
Hubert Hurkacz venció a  Jannik Sinner por 7-6(7-4), 6-4

### Individual femenino
Ashleigh Barty venció a  Bianca Andreescu por 6-3, 4-0, ret.

### Dobles masculino
Nikola Mektić /  Mate Pavić vencieron a  Daniel Evans /  Neal Skupski por 6-4, 6-4

### Dobles femenino
Shuko Aoyama /  Ena Shibahara vencieron a  Hayley Carter /  Luisa Stefani por 6-2, 7-5